# عشق اول من
عشق اول من (انگلیسی: My First First Love) مجموعه تلویزیونی محصول کره جنوبی با بازی جی سو، جونگ چه یون و جونگ جین یونگ است. فصل اول در ۱۸ آوریل ۲۰۱۹ در نتفلیکس منتشر شد. فصل دوم در ۲۶ ژوئیه ۲۰۱۹ منتشر شد.
این مجموعه بازسازی درامای سال ۲۰۱۵ شبکهٔ آن‌استایل به نام چون نخستین باره است و هردوی آنها توسط کمپانی ای‌استوری تولید شده‌اند. نویسندهٔ درامای چون نخستین باره، جونگ هیون جونگ، سازندهٔ عشق اول من است.

## بازیگران

### اصلی
- جی سو در نقش یون ته اوه[الف]
- جونگ چه یون در نقش هان سونگ یی[ب]
- جونگ جین یونگ در نقش سو دو هیون[پ]
- چوی ری در نقش اوه گا رین[ت][۹]
- کانگ ته اوه در نقش چوی هون[ث][۱۰]